# Nelo (chi bướm)
Nelo  là một chi bướm đêm thuộc họ Geometridae. Chi này phân bố chủ yếu ở Bolivia, Colombia, Costa Rica, Ecuador, và Peru.